# Grande Prêmio do México de 1987
Resultados do Grande Prêmio do México de Fórmula 1 realizado na Cidade do México em 18 de outubro de 1987. Décima quarta etapa da temporada, teve como vencedor o britânico Nigel Mansell, que subiu ao pódio junto a Nelson Piquet numa dobradinha da Williams-Honda, com Riccardo Patrese em terceiro pela Brabham-BMW.

## Classificação da prova
| Pos. | Nº | Piloto             | Construtor             | Voltas | Tempo/Diferença  | Grid | Pontos |
| ---- | -- | ------------------ | ---------------------- | ------ | ---------------- | ---- | ------ |
| 1    | 5  | Nigel Mansell      | Williams-Honda         | 63     | 1:26:24.207      | 1    | 9      |
| 2    | 6  | Nelson Piquet      | Williams-Honda         | 63     | + 26"176         | 3    | 6      |
| 3    | 7  | Riccardo Patrese   | Brabham-BMW            | 63     | + 1'26"879       | 8    | 4      |
| 4    | 18 | Eddie Cheever      | Arrows-Megatron        | 63     | + 1'41"352       | 12   | 3      |
| 5    | 19 | Teo Fabi           | Benetton-Ford          | 61     | + 2 voltas       | 6    | 2      |
| 6    | 30 | Philippe Alliot    | Lola-Ford              | 60     | + 3 voltas       | 24   | 1      |
| 7    | 3  | Jonathan Palmer    | Tyrrell-Ford           | 60     | + 3 voltas       | 22   |        |
| 8    | 4  | Philippe Streiff   | Tyrrell-Ford           | 60     | + 3 voltas       | 25   |        |
| 9    | 29 | Yannick Dalmas     | Lola-Ford              | 59     | + 4 voltas       | 23   |        |
| Ret  | 12 | Ayrton Senna       | Lotus-Honda            | 54     | Rodada           | 7    |        |
| Ret  | 16 | Ivan Capelli       | March-Ford             | 51     | Motor            | 20   |        |
| Ret  | 21 | Alex Caffi         | Osella-Alfa Romeo      | 50     | Motor            | 26   |        |
| Ret  | 26 | Piercarlo Ghinzani | Ligier-Megatron        | 43     | Superaquecimento | 21   |        |
| Ret  | 23 | Adrian Campos      | Minardi-Motori Moderni | 32     | Transmissão      | 19   |        |
| Ret  | 25 | René Arnoux        | Ligier-Megatron        | 29     | Superaquecimento | 18   |        |
| Ret  | 17 | Derek Warwick      | Arrows-Megatron        | 26     | Acidente         | 11   |        |
| Ret  | 8  | Andrea de Cesaris  | Brabham-BMW            | 22     | Acidente         | 10   |        |
| Ret  | 28 | Gerhard Berger     | Ferrari                | 20     | Turbo            | 2    |        |
| Ret  | 20 | Thierry Boutsen    | Benetton-Ford          | 15     | Pane elétrica    | 4    |        |
| Ret  | 24 | Alessandro Nannini | Minardi-Motori Moderni | 13     | Turbo            | 14   |        |
| Ret  | 27 | Michele Alboreto   | Ferrari                | 12     | Motor            | 9    |        |
| Ret  | 9  | Martin Brundle     | Zakspeed               | 3      | Turbo            | 13   |        |
| Ret  | 2  | Stefan Johansson   | McLaren-TAG/Porsche    | 1      | Acidente         | 15   |        |
| Ret  | 11 | Satoru Nakajima    | Lotus-Honda            | 1      | Acidente         | 16   |        |
| Ret  | 10 | Christian Danner   | Zakspeed               | 1      | Acidente         | 17   |        |
| Ret  | 1  | Alain Prost        | McLaren-TAG/Porsche    | 0      | Colisão          | 5    |        |
| DNQ  | 14 | Pascal Fabre       | AGS-Ford               |        |                  |      |        |

## Tabela do campeonato após a corrida
| Pos.   | Piloto           | Pontos |
| ------ | ---------------- | ------ |
| 1      | Nelson Piquet    | 73     |
| 2      | Nigel Mansell    | 61     |
| 3      | Ayrton Senna     | 51     |
| 4      | Alain Prost      | 46     |
| 5      | Stefan Johansson | 26     |
| Fonte: |                  |        |

| Pos.   | Equipe              | Pontos |
| ------ | ------------------- | ------ |
| 1      | Williams-Honda      | 137    |
| 2      | McLaren-TAG/Porsche | 72     |
| 3      | Lotus-Honda         | 57     |
| 4      | Ferrari             | 26     |
| 5      | Benetton-Ford       | 22     |
| Fonte: |                     |        |

| Pos | Piloto           | Pontos |
| --- | ---------------- | ------ |
| 1   | Jonathan Palmer  | 77     |
| 2   | Philippe Streiff | 68     |
| 3   | Philippe Alliot  | 43     |
| 4   | Ivan Capelli     | 38     |
| 5   | Pascal Fabre     | 35     |

| Pos | Equipe       | Pontos |
| --- | ------------ | ------ |
| 1   | Tyrrell-Ford | 145    |
| 2   | Lola-Ford    | 43     |
| 3   | March-Ford   | 38     |
| 4   | AGS-Ford     | 35     |

- Nota: Somente as primeiras cinco posições estão listadas e a campeã mundial de construtores surge grafada em negrito. Entre 1981 e 1990 cada piloto podia computar onze resultados válidos por temporada não havendo descartes no mundial de construtores.